# Mazda6
Mazda 6 (в связи с ограничениями на использование цифр в торговых марках автомобилей применяется слитное написание Mazda6) — среднеразмерный автомобиль японской компании Mazda. Первый в мире легковой автомобиль, созданный в двадцать первом веке.
Предшественником модели считается Mazda 626, так же известная как Mazda Capella. Mazda 6 первого поколения стала первым представителем нового модельного ряда Mazda. За ней последовали Mazda 2 в декабре 2002 года, RX-8 в августе 2003 года, Mazda 3 в январе 2004 года, Mazda 5 летом 2005 года.

## Первое поколение
Автомобиль, построенный на общей платформе с моделью Ford Mondeo, на внутреннем японском и европейском рынках стал продаваться с 2002 года, российские продажи Mazda6 первого поколения стартовали в 2003. В конце февраля 2006 года объём производства модели Mazda6 по всему миру превысил 1 миллион экземпляров. В 2005 году модель претерпела рестайлинг.
- Европейская премьера – 2002 год. Рестайлинг – 2005 год.
- Двигатели: бензиновые, в том числе с турбонаддувом, 1,8-2,3 л (120-261 л. с.), дизельные 2,0 л (120-136 л. с.), 3,0 л (230 л. с.) для рынка США. В Россию поставлялись только с бензиновыми моторами.
- Коробки передач: 5- и 6 (после рестайлинга на все двигатели, кроме 1,8)-ступенчатые механические, 4 (до рестайлинга)- и 5 (после рестайлинга)-ступенчатый «автомат».

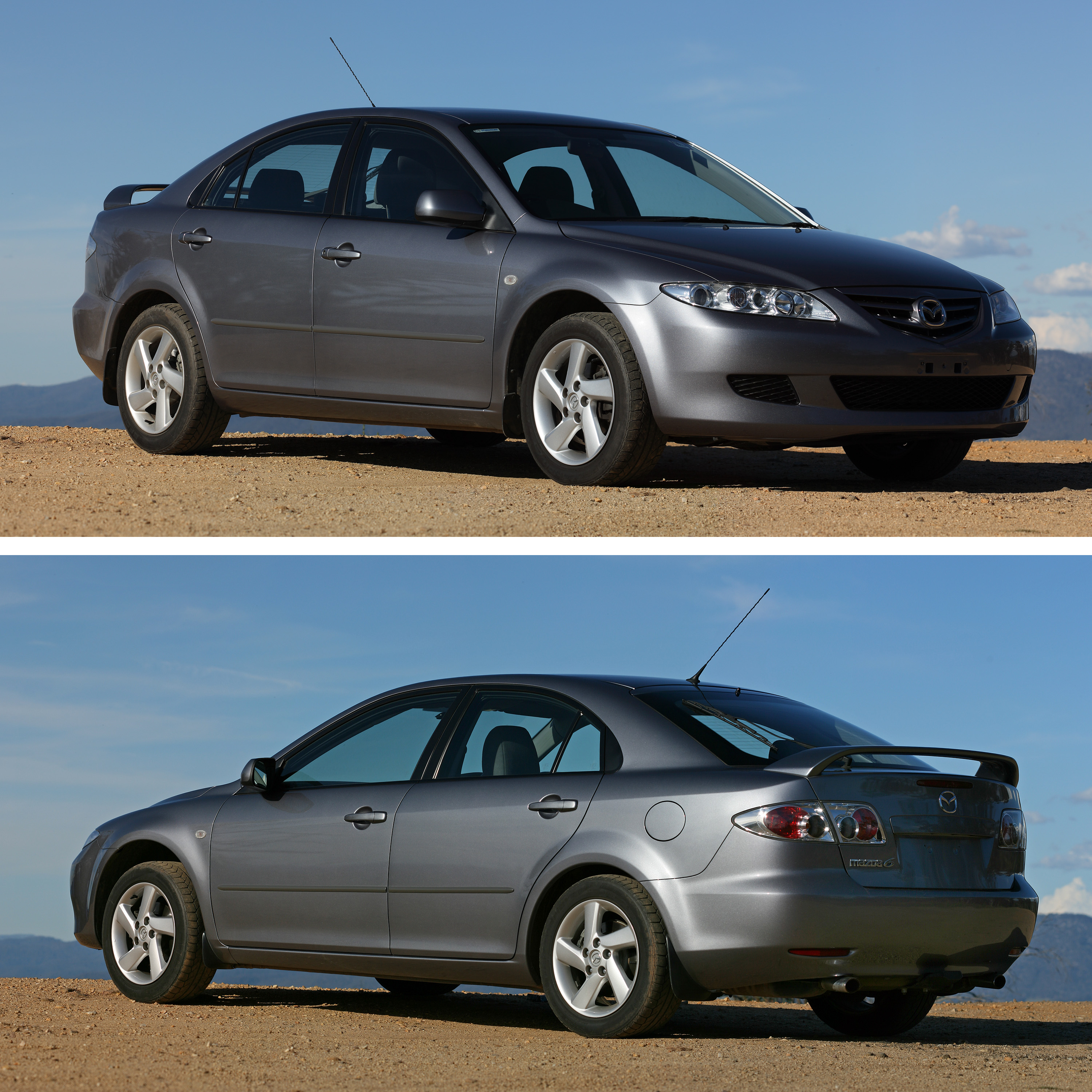
2002-2005 хетчбэк
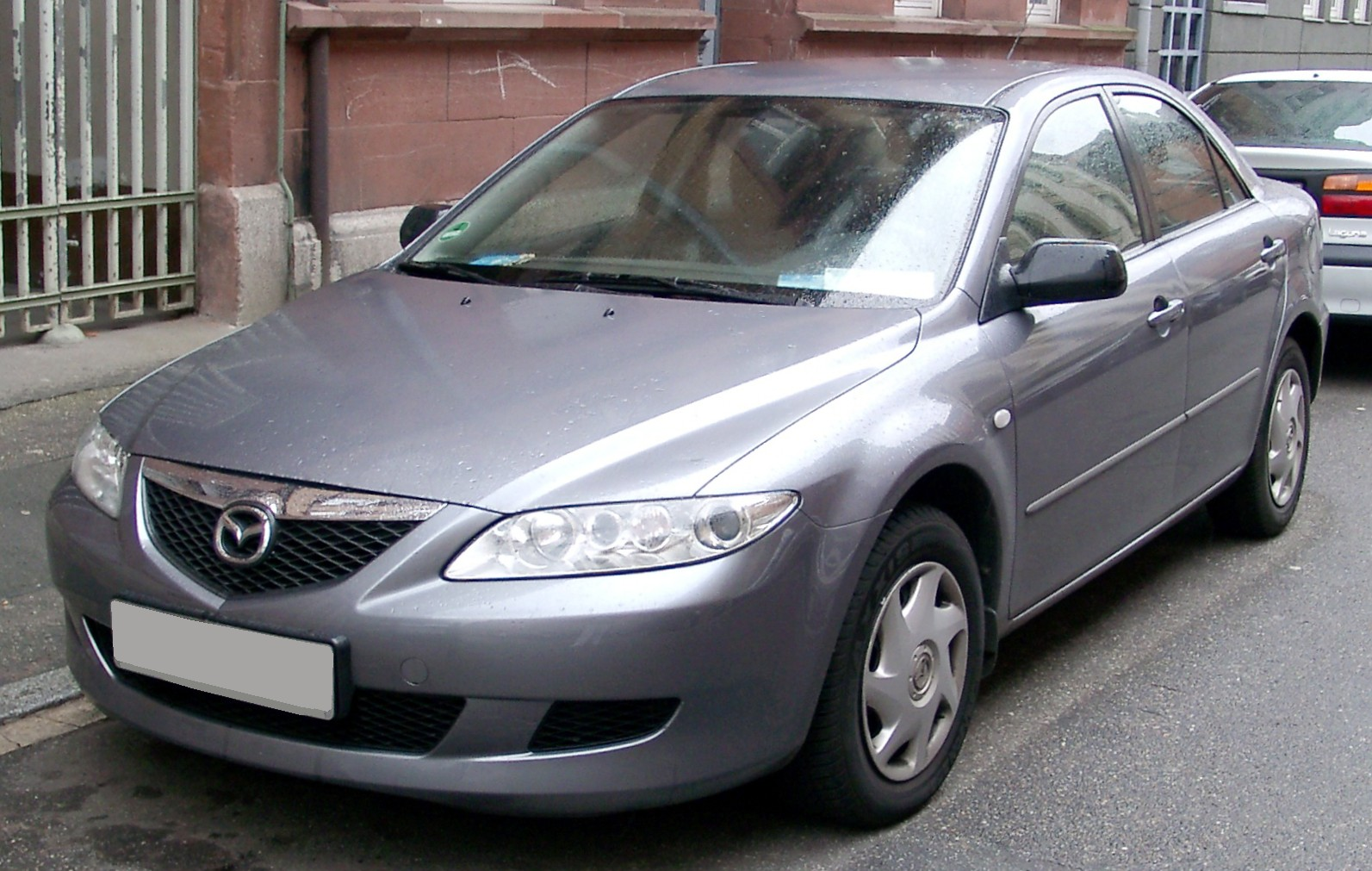
2002-2005 седан
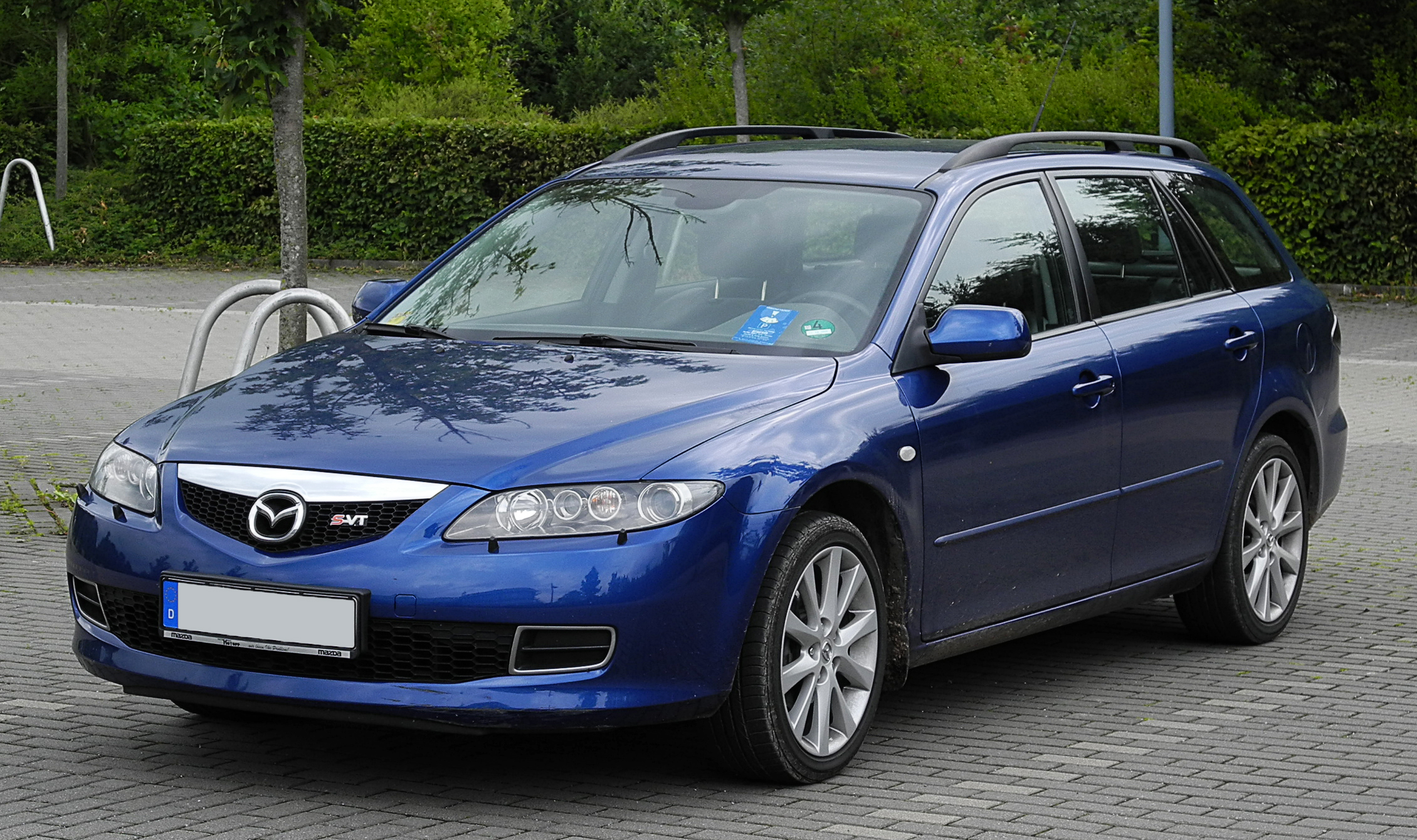
2005-2007 универсал
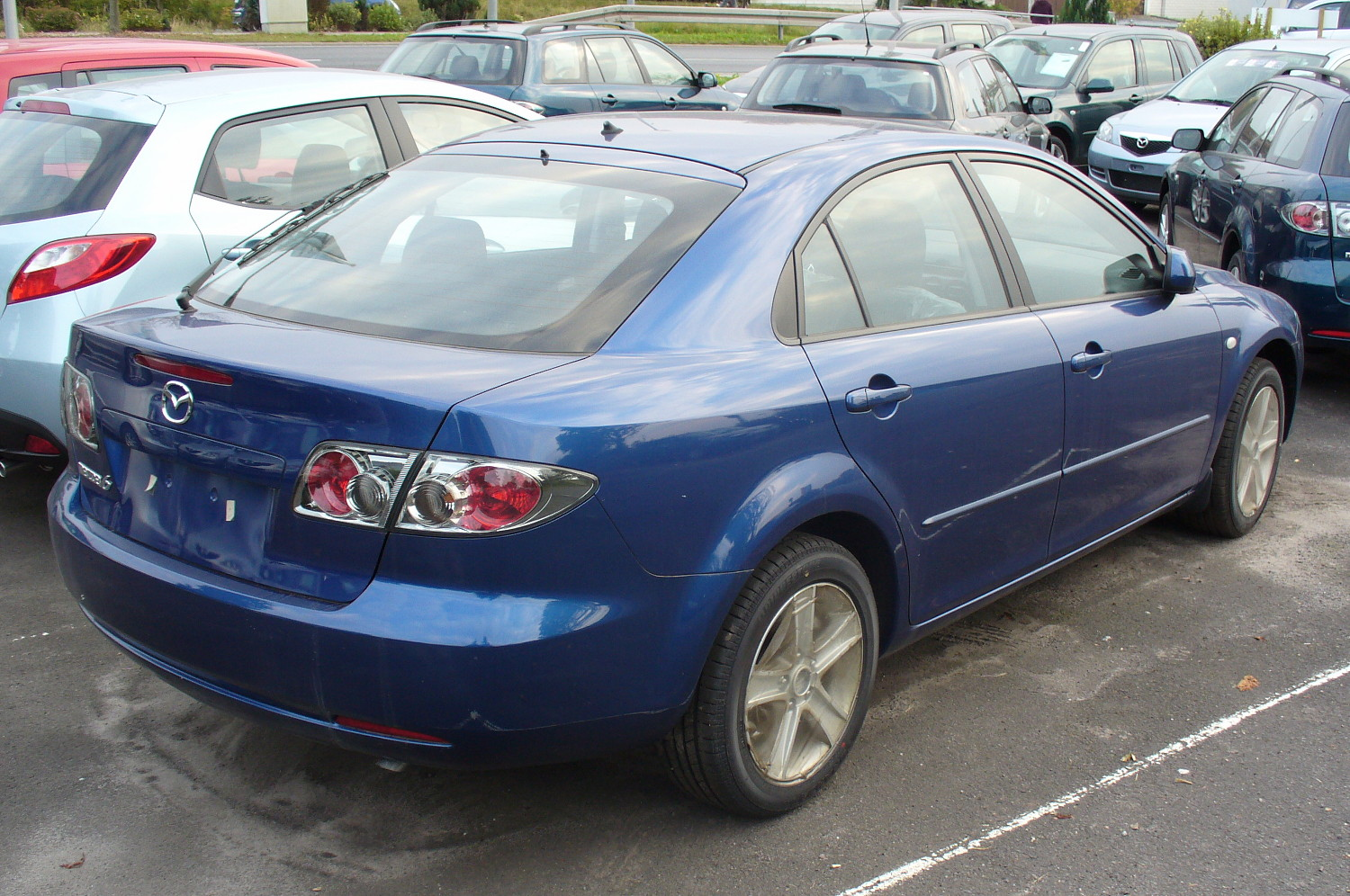
2005-2007 хетчбэк
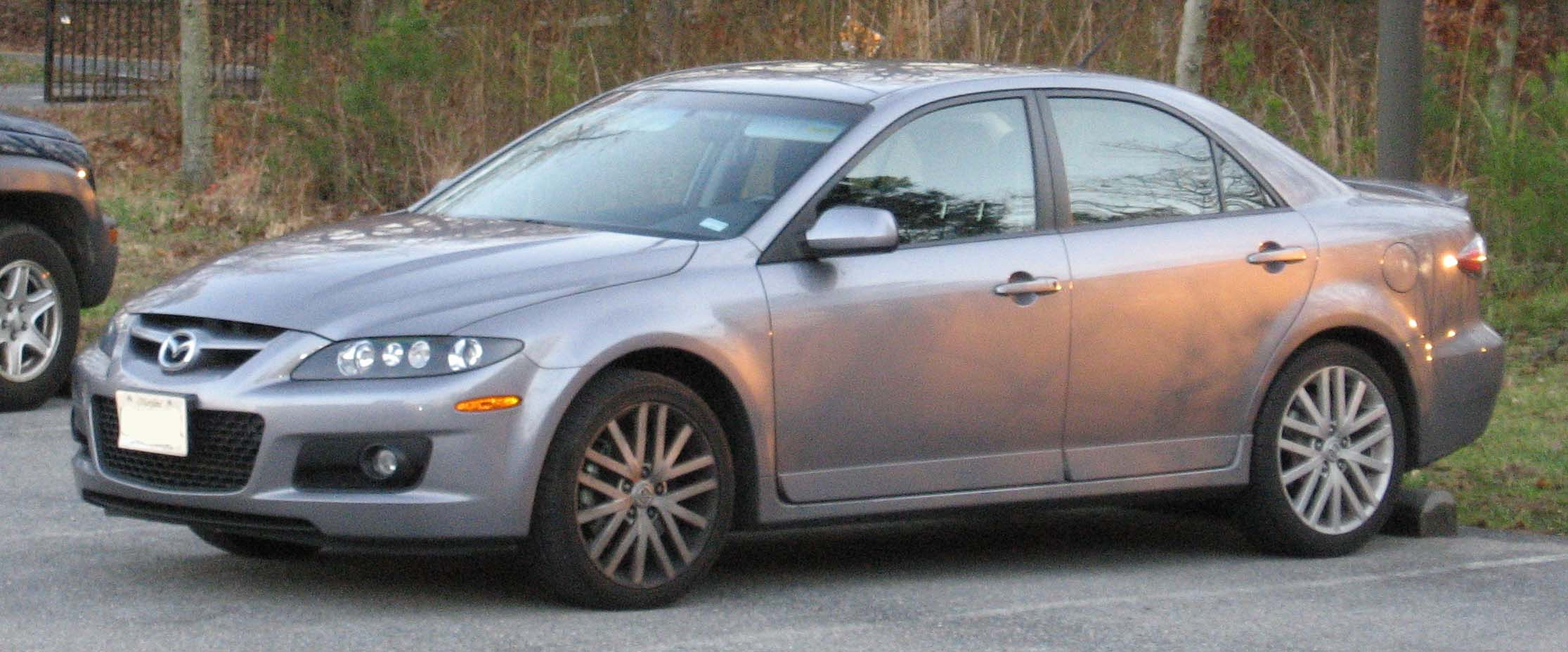
MPS

## Второе поколение
Премьера второго поколения Mazda 6 состоялась в сентябре 2007 года на автосалоне во Франкфурте.
Автомобиль основан на собственной оригинальной платформе  и поставлялся в кузове седан, хетчбэк и универсал (в Северной Америке не продавался). Кроме этого, американская версия имела другие размеры.

### Рестайлинг 2010
В 2010 году вышла обновлённая версия Mazda6. Её премьера состоялась на международном автошоу в Женеве. Модельный год рестайлингового автомобиля заявлен как 2011. Внешне машина отличается только новой решёткой радиатора, передним бампером, головной и задней оптикой. Салон обновлённой Mazda6 приобрёл иные передние сиденья и более качественный пластик, изменилось отображение информации на дисплее в панели приборов и мониторе бортового компьютера.
Основу кузова автомобиля сделали более жёсткой, электроусилитель рулевого управления получил новый блок управления, произошёл и целый ряд изменений в подвеске, что положительно сказалось на комфорте. 2,5-литровый мотор кроме МКПП стал также предлагаться и с автоматической КПП. 2-литровый бензиновый двигатель стал мощнее и динамичнее за счёт использования непосредственного впрыска топлива, однако, на ряде рынков, в том числе, российском, такой силовой агрегат был не доступен. Также в Россию не поставлялись версии Mazda6 с дизельными силовыми агрегатами. Продажи обновлённой Mazda6 в России стартовали в конце марта 2010 года.

### Безопасность

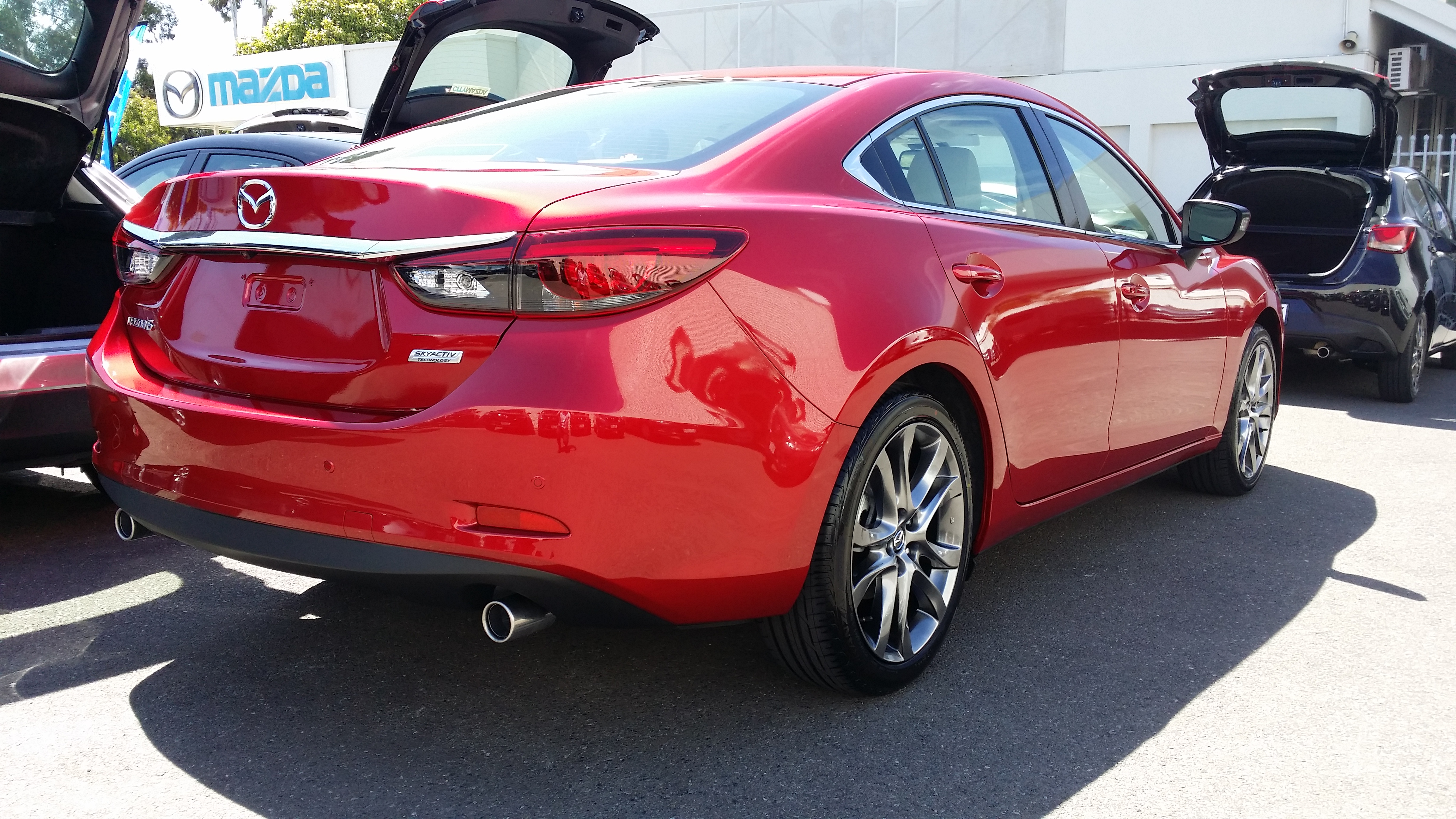
Вид сзади
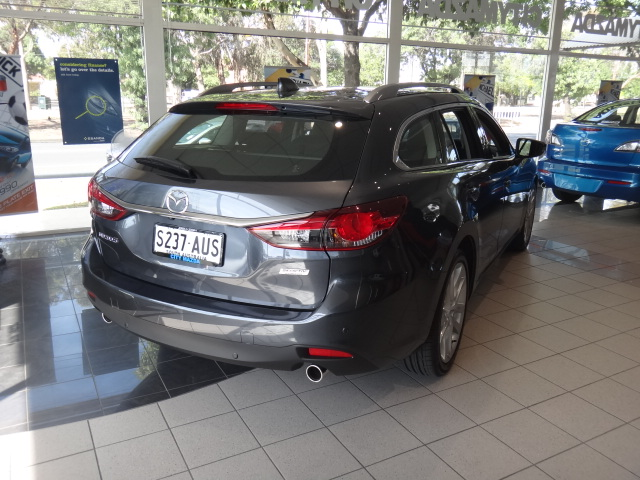
Универсал
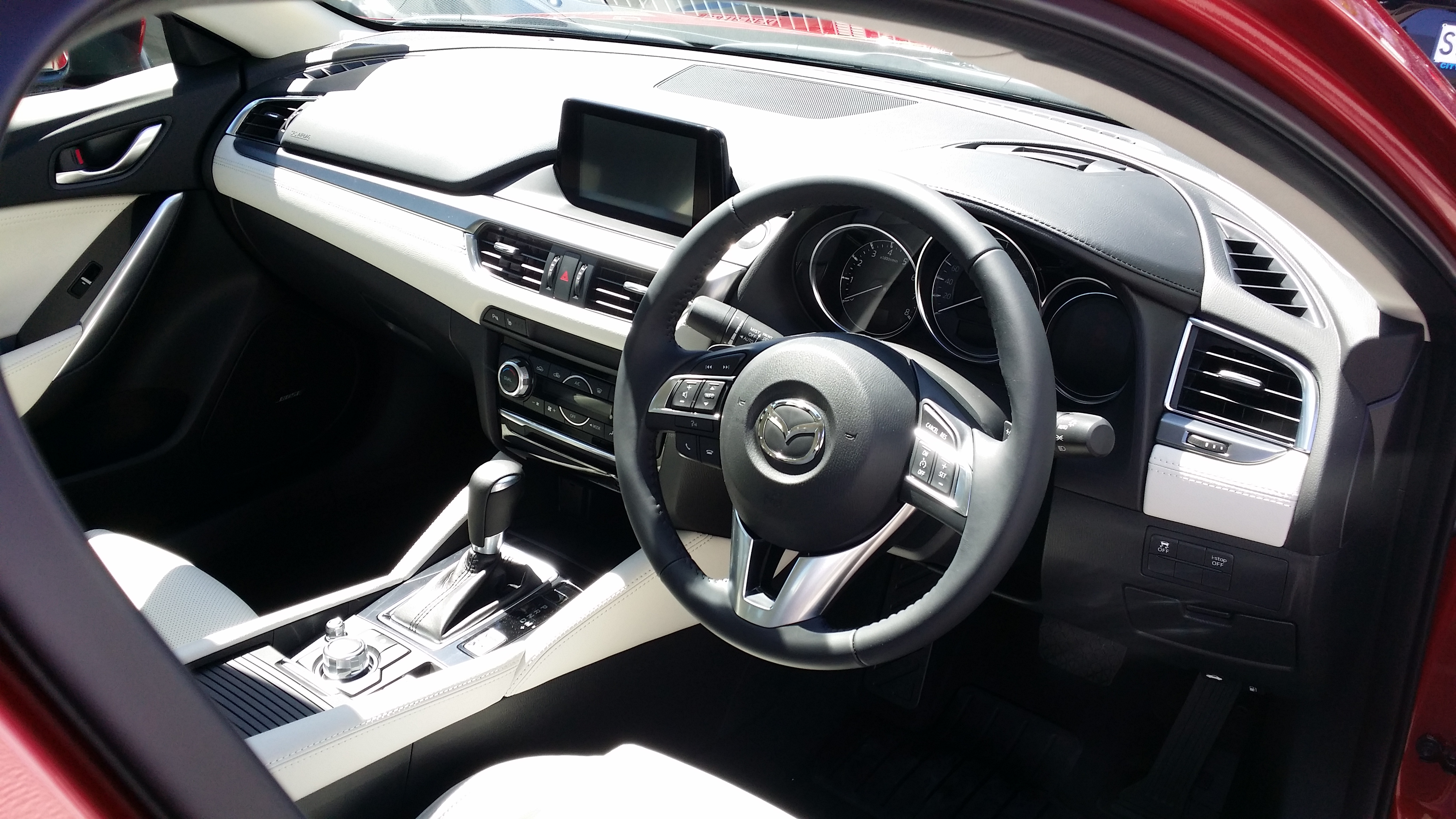
Интерьер

| Euro NCAP                                                                   | Euro NCAP | Euro NCAP | Euro NCAP             |
| --------------------------------------------------------------------------- | --------- | --------- | --------------------- |
| · общий рейтинг                                                             |           |           |                       |
| 80%                                                                         | 81%       | 49%       | 71%                   |
| взрослый пассажир                                                           | ребёнок   | пешеход   | активная безопасность |
| Протестированная модель: Mazda 6 2,0 бензин Exclusive/Active/TS, RHD (2009) |           |           |                       |

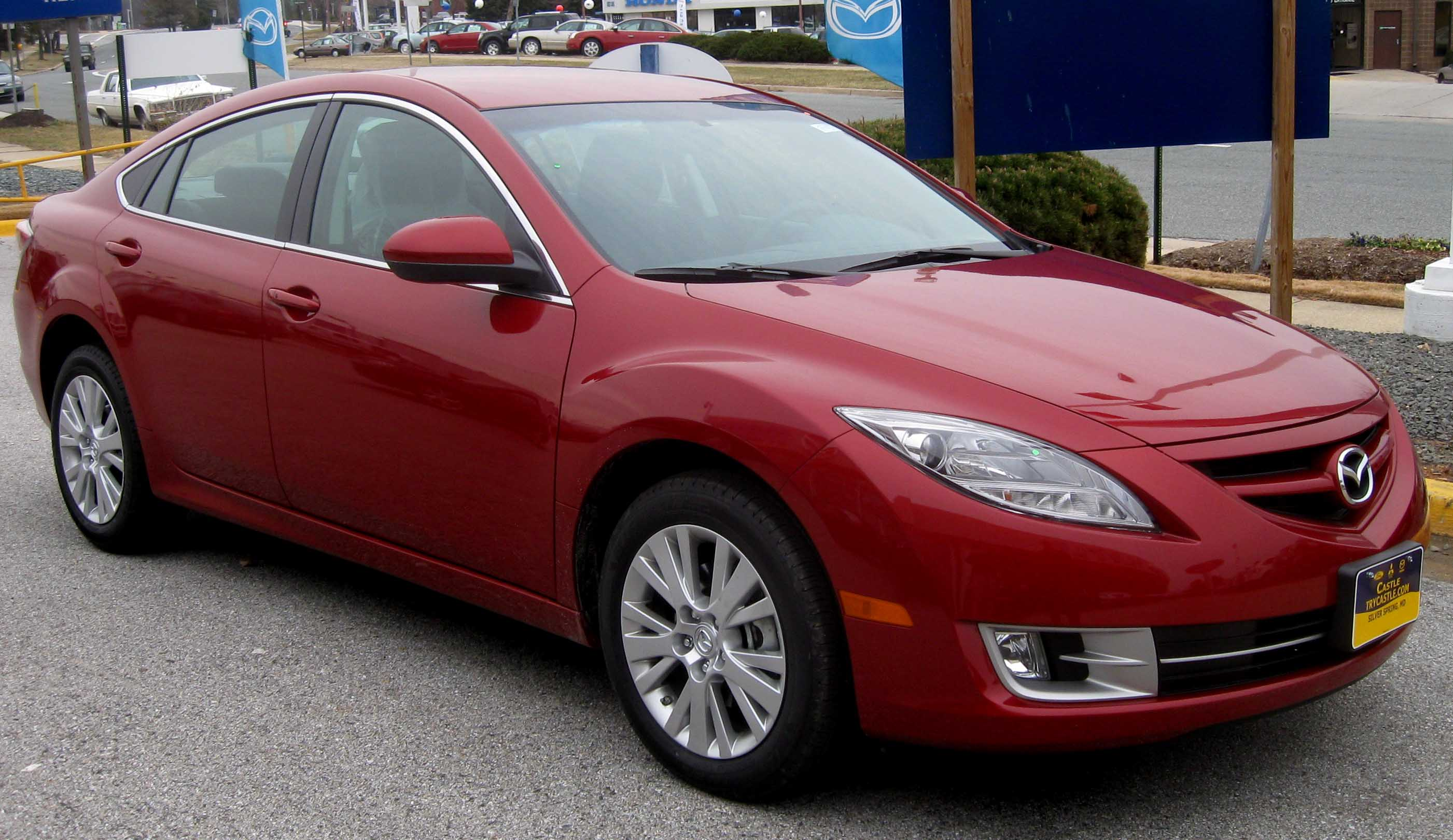
2007-2010: Меньшие ПТФ смещены от центра к бокам
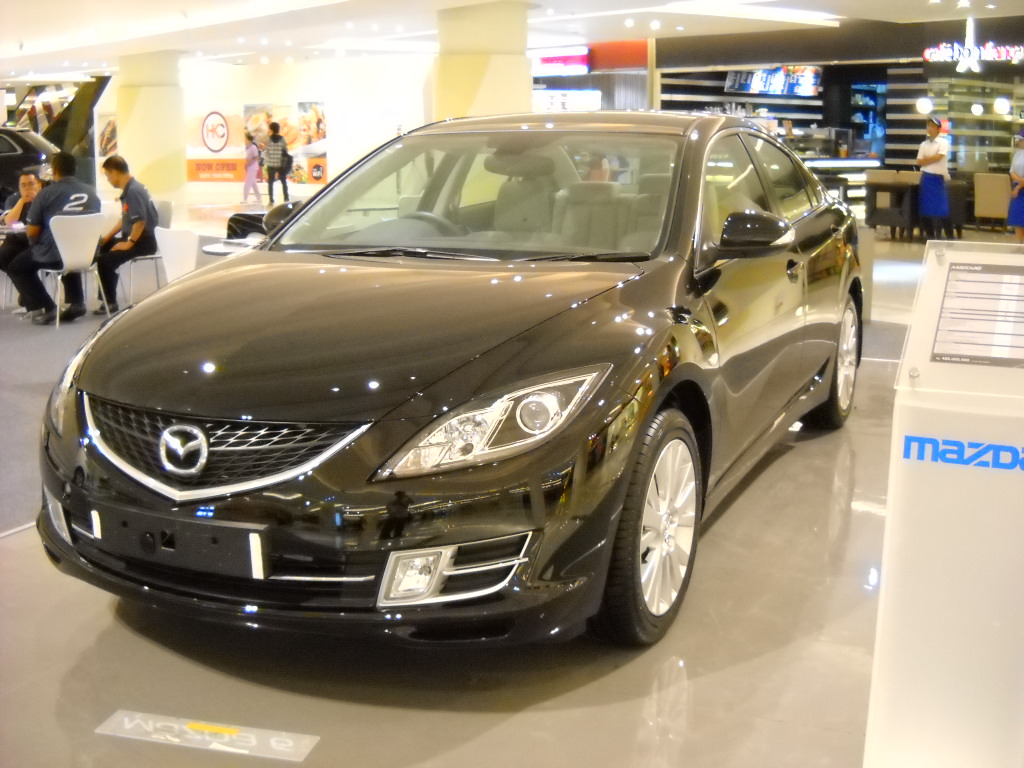
2010-2013: новая решётка радиатора в "сеточку", большие ромбовидные ПТФ
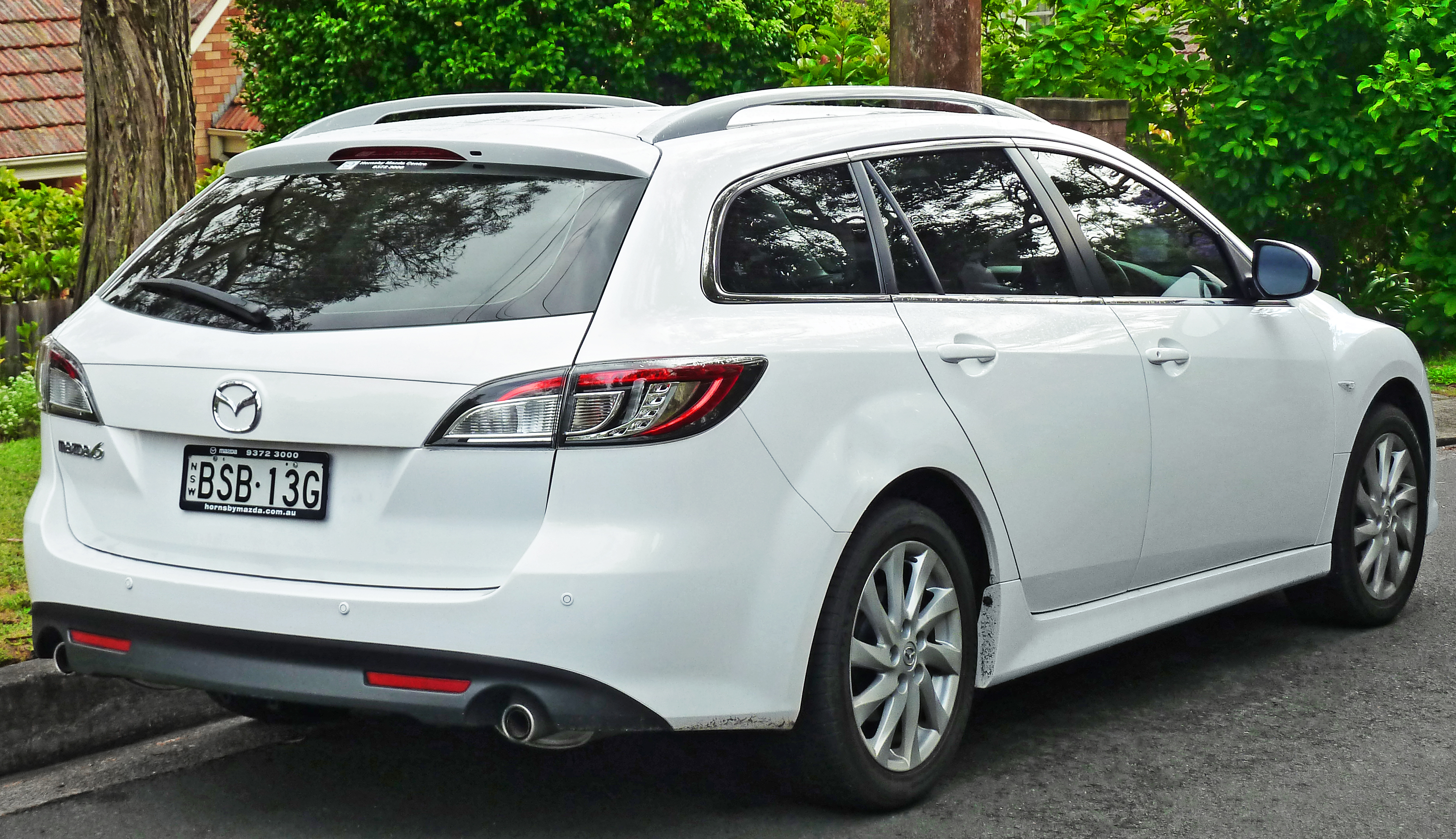
Универсал
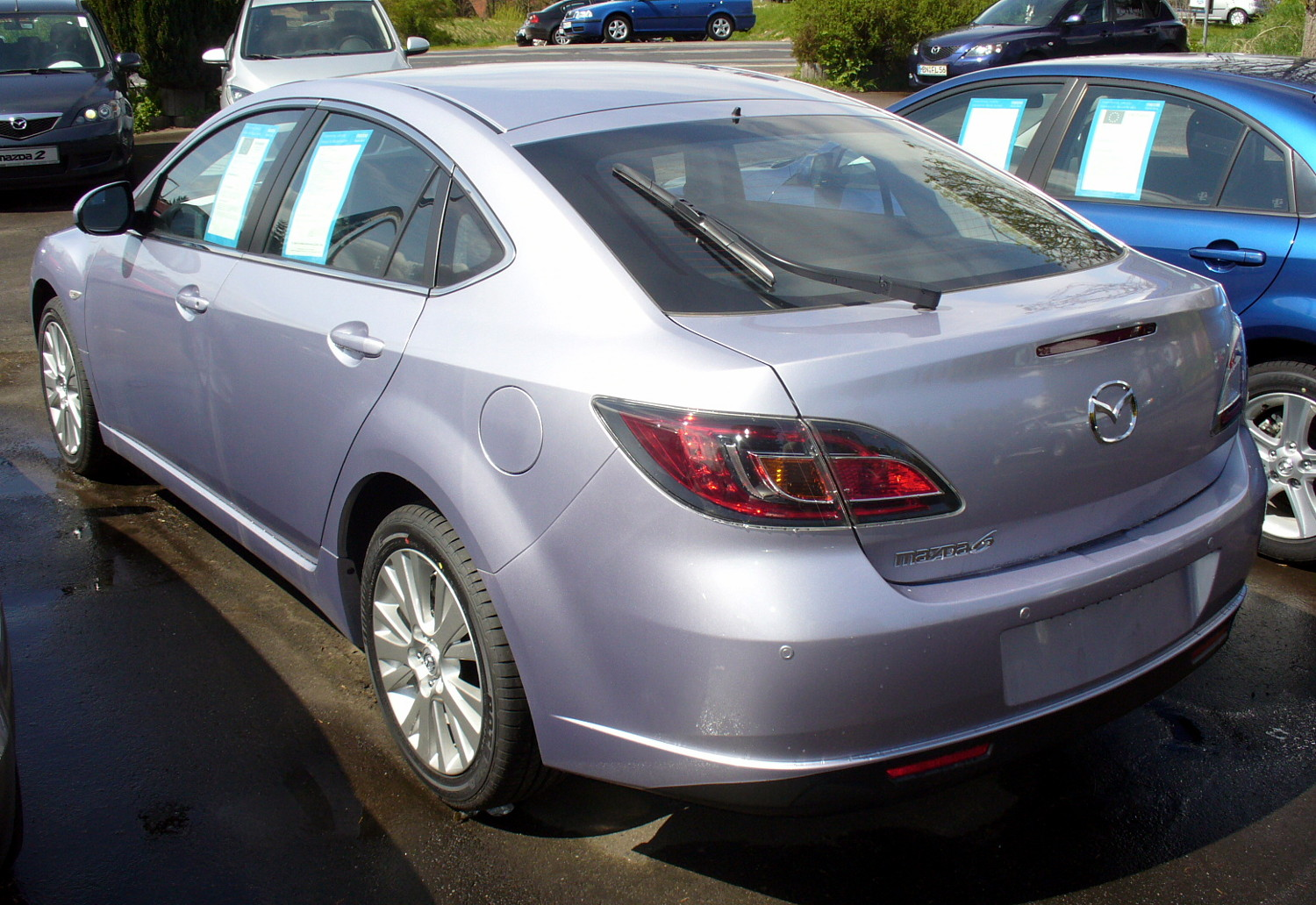
Хетчбэк
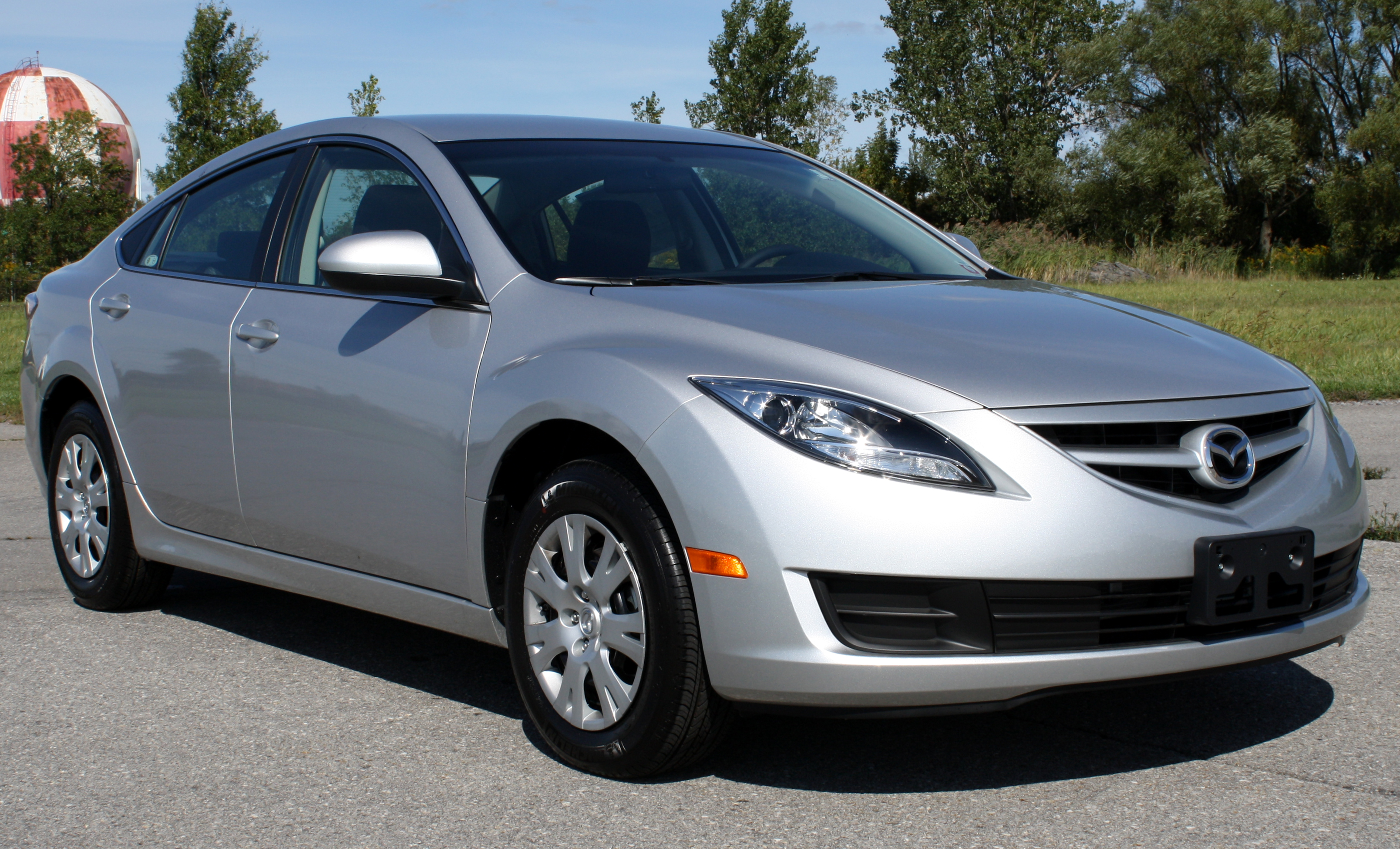
Североамериканская версия (рестайлинг)

## Третье поколение
Третье поколение было показано на Московском автосалоне 2012 года. В этом поколении доступны только версии 4-дверный седан  и 5-дверный универсал, Начиная с этого поколения из модельной гаммы (представленной для российского покупателя) исчез кузов лифтбэк. В 2015 году автомобиль пережил рестайлинг, который коснулся экстерьера и интерьера. В 2018 Mazda 6 получила очередной рестайлинг, который был представлен в ноябре 2017 года на автосалоне в Лос-Анджелесе в Калифорнии. Изменения в Mazda 6 2018 года включают новые передние и задние бампера, светодиодную головную и заднюю оптику, измененный дизайн колесных дисков, технологии помощи водителю i-Activsense, новые материалы отделки интерьера. Линейка двигателей, доступных в Mazda 6 в России, была дополнена 2,5-литровым двигателем с турбонаддувом (231 л. с.).
На базе третьего поколения, выпускавшегося в Китае совместным предприятием FAW-Mazda, в 2017 году была выпущена модель Hongqi H5.

### Безопасность
Автомобиль прошел тест Euro NCAP в 2018 году:
| Euro NCAP                                                               | Euro NCAP | Euro NCAP | Euro NCAP             |
| ----------------------------------------------------------------------- | --------- | --------- | --------------------- |
| · общий рейтинг                                                         |           |           |                       |
| 92%                                                                     | 77%       | 66%       | 81%                   |
| взрослый пассажир                                                       | ребёнок   | пешеход   | активная безопасность |
| Протестированная модель: Mazda 6, 2.2DE Wagon, 'Core' grade, LHD (2013) |           |           |                       |

- Вид сзади
- Универсал
- Интерьер

## Четвертое поколение (Mazda EZ-6)
Впервые Mazda EZ-6 был представлен в апреле 2024 года на Пекинском автосалоне. Он разработан совместно с китайским предприятием Changan Automobile и использует платформу EPA1, на которой также выпускается Deepal SL03.

## Награды
Лучший автомобиль 2023 года в «Среднем классе». Россия

## Видеообзоры
УНИВЕРСАЛ, которым ХВАСТАЮТСЯ! МАЗДА 6 (ATENZA) На чём ездят за Уралом
Новая ТУРБОВАЯ Mazda 6 2019 Едет! Как раньше?!? Игорь Бурцев
2021 Mazda 6 GL 2.0 (150) PEY5 Supreme Plus Обзор (интерьер, экстерьер, двигатель). MegaRetr
НЕ ТАКУЮ МАЗДУ6 МЫ ЖДАЛИ... Тест-драйв и обзор Mazda6 Turbo 2019. Павел Блюденов